# فرویو بیچ (ویسکانسین)
فرویو بیچ (به انگلیسی: Fairview Beach) یک منطقهٔ مسکونی در ایالات متحده آمریکا است که در شهرستان وینه‌بگو، ویسکانسین واقع شده‌است. فرویو بیچ ۲۲۸٫۹۱ متر بالاتر از سطح دریا واقع شده‌است.